# EFFIA
 (décembre 2019).
Si vous disposez d'ouvrages ou d'articles de référence ou si vous connaissez des sites web de qualité traitant du thème abordé ici, merci de compléter l'article en donnant les références utiles à sa vérifiabilité et en les liant à la section « Notes et références ».
EFFIA est une entreprise française spécialisée dans la gestion de parkings. Filiale du groupe Keolis, EFFIA est un acteur majeur du stationnement en France et en Belgique. Il accompagne des acteurs publics et privés dans la gestion de leur stationnement, aussi bien en ouvrage qu’en voirie. L’entreprise conçoit, construit, réhabilite et exploite des parkings pour les rendre attractifs. EFFIA développe des solutions digitales innovantes pour faciliter l’achat et la réservation de places de parking, ainsi que les flux de circulation sur les sites qui lui sont confiés.

## Historique

Ancien logo.

Créée en 1998 par le groupe SNCF, la société EFFIA est filiale du groupe Keolisdepuis 2010. En 2017, EFFIA s’internationalise avec d’abord l’acquisition des entreprises belges Alfa Park et Parkeren Roeselare, puis Mypark en 2019.
Au fil des années, l'entreprise a étendu ses activités et s'est implantée dans de nombreuses villes françaises.
En 2023, EFFIA a ainsi renouvelé des contrats d’envergure à Lille, Nantes Centre ou Vincennes, couvrant à la fois la voirie et les parkings en ouvrage.
En 2024, Aix Marseille Provence Métropole lui a attribué le contrat de gestion de cinq parkings en centre-ville, totalisant plus de 2 600 places. Toujours en 2024, EFFIA s’est vu confier la gestion de l’ensemble du dispositif de stationnement du Centre Hospitalier Universitaire de Saint-Etienne.